# Antonie Tiberg
Antonie Tiberg, född 28 juli 1878 i Hammerfest i Finnmark fylke, död 14 februari 1952 i Oslo, var en norsk litteraturhistoriker och lärare. Hon skrev bland annat Ragnhild Jølsen i liv og digtning (1909) och Amalie Skram som kunstner og menneske (1910), samt en del skolböcker.